# Карол Фив
Карол Фив (на френски: Carole Fives) е френска художничка и писателка на произведения в жанра социална драма, детска литература и документалистика.

## Биография и творчество
Карол Фив е родена на 12 ноември 1971 г. в Туке-Пари Плаж, Франция. Получава бакалавърска степен по философия от университета на Тулуза и магистърска степен по пластични изкуства от Школата за изящни изкуства в Париж. След дипломирането си работи като преподавател по визуални изкуства в академията в Лил до 2012 г., като също е художник на свободна практика. През 2012 г. почти изоставя рисуването заради литературата, което е тема в книгите ѝ „Жив модел“ (2014) и „Терпентин“ (2020). За авторката, ако средата се е променила, процесът остава същият: рисуване с линии, цветове или думи, рисуване на портрета на едно общество, на една епоха.
Първата ѝ книга, сборникът с разкази „Когато станем щастливи“, е издадена през 2010 г. Книгата е сборник с 31 разказа, в които разказвачите съзнателно преиначават историите си, прикривайки зад привидно жизнерадостния си изказ тъжни истини. Перверзен „пигмалион“, жертва на насилие, която отрича това, циничен шеф, малтретирана жена или сприхава възрастна – всички те описват някаква измислена реалност, зад която прозира друга истина, потиснато отчаяние. Книгата е част от проекта „Разказът – един пренебрегван жанр“, подкрепен от програма „Креативна Европа“ на Европейския съюз.
Първият ѝ роман „Живот като на кино“ е издаден през 2012 г. Той е своеобразен колаж от монолози, където героите разказват своите истории след развода, а раздялата се преживява различно от всеки. Книгата е удостоена с Наградата за дебютен франкофонски роман.
През 2017 г. романът ѝ „Жена по телефона“ представя майка с биполярно разстройство, която звъни на дъщеря си всеки ден, с еднопосочен диалог. Романът „Изчакай до зори“ от 2018 г. описва социалното понижаване на избягала самотна майка. Той получава наградата „Борис Виан“ и редица номинации за награди, и е предвиден за екранизация. Романът ѝ „Терпентин“ от 2020 г. представя трима студенти по изящни изкуства в края на 90-те години на миналия век, тяхното желание да рисуват и рисуват въпреки академизма, който е постановил смъртта на живописта и фигурацията. Романът ѝ „Нещо за разказване“ от 2022 г. третира темата на възхищението на един писател към друг, което се превръща в мания, и анализира условията на литературно творчество. Романът е номиниран за наградата „Гонкур“ и други награди.
Авторката е автор и на редица книги за деца и юноши, като „До полата на мама“ (2012), „Спи ли учителката в училище“ (2014) и др.
Карол Фив живее в Лион.

## Произведения

### Самостоятелни романи
- Que nos vies aient l'air d'un film parfait (2012) – награда за първи роман[1][2]
Живот като на кино, изд. „Сонм“ (2014), прев. Румяна Станчева
- C'est dimanche et je n'y suis pour rien (2015) – награда Vivre Lire
- Une femme au téléphone (2017)
- Tenir jusqu’à l’aube (2018) – награда „Борис Виан“
- Térébenthine (2020)
- Quelque chose à te dire (2022)
- Le jour et l'heure (2023)

### Разкази и есета
- Quand nous serons heureux (2010) – разкази, награда „Техникарт“[1][2]
Когато станем щастливи, изд. „Сонм“ (2016), прев. Тодорка Минева
- Ça nous apprendra à naître dans le Nord (2011)
- Camille Claudel, la vie jeune (2015)

### Детско-юношеска литература
- Zarra (2010)[1][2]
- Dans les jupes de maman (2012)
- Honte de tout (2013)
- Incunables (2014)
- Modèle vivant (2014)
- Que fait la maîtresse après l’école ? (2014)
- Comment faire garder ses parents ? (2017)
- A ton âge (2019)